# 佐藤拓也 (俳優)
佐藤 拓也（さとう たくや、1990年5月6日 - ）は、日本の元俳優。埼玉県出身。ニチエンプロダクションに所属していた。

## 略歴
2007年、第20回ジュノン・スーパーボーイ・コンテストのファイナリストに選ばれる。

## 出演

### テレビドラマ
- 伝えたい!僕らの夢（2009年7月20日、TBS）
- テネシーワルツ（2010年2月17日、テレビ東京） - 辻井孝之 役
- 美咲ナンバーワン!!（2011年、日本テレビ） - 豊川拓也 役
- 理想の息子（2012年、日本テレビ） - 片桐 役

### 映画
- 桐島、部活やめるってよ（2012年8月11日、ショウゲート）